# 凯特·坎贝尔
凯特·坎贝尔（Cate Campbell，1992年5月20日—），生於马拉维布兰太尔，是一名澳大利亚女子游泳运动员，主攻短距离自由泳。她的妹妹勃朗特·坎贝尔也是一位游泳选手。

## 主要成绩

### 世界游泳锦标赛
金牌
- 2013年巴塞罗那：100米自由泳
- 2015年喀山：4×100米自由泳
- 2019年光州：4×100米自由泳接力
- 2019年光州：混合4×100米混合泳接力

银牌
- 2013年巴塞罗那：50米自由泳
- 2013年巴塞罗那：4×100米自由泳接力
- 2013年巴塞罗那：4×100米混合泳接力
- 2019年光州：100米自由泳
- 2019年光州：4×100米混合泳接力

铜牌
- 2009年罗马：50米自由泳
- 2015年喀山：100米自由泳
- 2019年光州：50米自由泳